# Razdoblja i pravci zapadne umjetnosti
Zapadna umjetnost je izraz za umjetničku produkciju zapadne Europe i Sjeverne Amerike koja ima korijene u umjetnosti Antičke Grčke i Rima, te se karakterno razlikuje od istočne umjetnosti Bizantskih i Islamskih korijena, kao i od Indijske, Kineske, Japanske, Afričke umjetnosti i umjetnosti pretkolumbovske Amerike. Ovaj pojam se često poistovjećuje s razvojem povijesti umjetnosti, osobito u odnosu na umjetnička razdoblja, stilove i pokrete koji su se javili na području zapadne Europe i sjeverne Amerike, a koji su bili presudni za današnju svjetsku umjetnost.

## Kronološki pregled zapadne umjetnosti

### Drevna umjetnost
Prapovijesna umjetnost je vrijeme kada su najstariji umjetnički radovi obično imali religijsku ili magijsku namjenu: predstaviti boga, naprimjer, ili donijeti lovcu sreću u prikradanju životinjama. Dijelimo ju na paleolitičku, neolitičku i umjetnost metalnog doba.
U starom Sumeru (današnji južni Irak) razvila se Mezopotamska umjetnost, bogata umjetnička tradicija tijekom 3. tisućljeća pr. Kr. koja je utjecala na umjetnost drevnog Egipta. Obje ove monumentalne religijske i vladarske umjetnosti su podjednako utjecale na Egejsku umjetnost Sredozemlja. Zapadnoeuropska umjetnost izrasla je izravno iz tradicije drevnog mediteranskog svijeta, naročito umjetnosti stare Grčke i Rima. Osobito su skulpture nastale u ovim starim civilizacijama naravne, ili naturalističke, a usredočene su na ljudski lik.

### Srednjovjekovna umjetnost
Srednjovjekovna obnova umjetnosti se javila u razdoblju tzv. karolinške i otonske renesanse, ali je svoj procvat doživjela za vrijeme prvog europskog stila - romanike. Tijekom romanike došlo je do razvoja arhitekture, kiparstva i slikarstva do te mjere da se po prvi put nakon klasične antike postiže napredak u likovnom izrazu i brojnosti likovnih djela, no pod snažnom dominacijom feudalaca i osobito Crkve. Naime, u to vrijeme došlo je do religioznog optimizma koji se očitovao u intenzivnoj gradnji, ponajviše crkava. Najprije se javila kao skup istih odlika crkava na putu svetog Jakova, a potom se proširila ostatkom Europe. Žarišta kulturnog i umjetničkog života bili su samostani u kojima su sačuvana mnoga antička znanja i prepisivanjem knjiga sačuvala se pismenost.
Razdoblje razvijenog srednjeg vijeka kada jačaju gradovi s razvijenim obrtima i trgovinom, pod zaštitom snažne središnje kraljevske ili republikanske vlasti, nazvano je gotikom. Taj razvoj je doživio vrhunac u reprezentativnoj arhitekturi, prostornom oslobađanju kiparstva i novim svjetovnim motivima u slikarstvu.

### Renesansa
Nakon pada Rimskog Carstva kršćanska je civilizacija u Europi klasičnu umjetnost antike smatrala odveć poganskom. No, u 15. stoljeću su slikari, kipari i arhitekti počeli u umjetnosti oživljavati klasičnu tradiciju stvarajući vrlo naravna kršćanska umjetnička djela. U isto vrijeme izumljen je tiskarski stroj koji je omogućio dostupnost knjiga širim slojevima društva, a šira primjena baruta je mijenjala način ratovanja i gradnje utvrda. Također su započela velika geografska otkrića i razvoj slobodnih znanosti, kao što su astronomija i fizika, koji su pridonijeli podrobnijem razumijevanju svijeta. Društvo se također više okreće i razumijevanju čovjeka, a odnos prema religiji se mijenja u protestantskoj reformaciji. Ovaj preporod nazvan je renesansa, prema francuskoj riječi koja znači „ponovno rođenje”. Rana renesansa se javila u Italiji, a visoka renesansa se početkom 16. stoljeća širi cijelom Europom (sjevernoeuropska renesansa), dok u Italiji nastaje rasap njenih vrijednosti koji neki izdvajaju kao poseban umjetnički stil - manirizam.

### Barok
Pojmom barok označava se stil u europskoj umjetnosti 17. stoljeća koji je nasto u Rimu, središtu Katoličke crkve. Naime, tijekom 16. stoljeća Katolička crkva se rascijepila na Rimokatoličku i protestanske ogranke, što je doseglo svoj vrhunac u tridesetogodišnjem ratu. Od 17. stoljeća Katolička crkva koristila je teatralanu i emocionalanu umjetnost za širenje svog nauka. Od baroknog slikara se tražilo da pomoću svjetla i sjene stvara dramatične kontraste, a od kipara da prikaže likove u dinamičnim položajima. Da bi postigli takve efekte, umjetnici su morali biti tehnički vrlo vješti.
U isto vrijeme zapadnoeuropske države, koje su postale žarišta umjetnosti zamjenjujući mediteranske, su u novootkivenim zemljama razvijale svoje kolonije, i u njima baroknu umjetnost. Obilježje je toga doba i brz razvoj znanosti, napose matematike, fizike i astronomije, i tehnički napredak.
Barok je imao svoj dekadentni završetak u stilu rokokoa, čiji je kraj obilježila Francuska revolucija (1789.), kojom je započelo ukidanje feudalizma i uspostava građanske vlasti i epohe u Europi.

### Kasninovi vijek
Neoklasicizam je umjetnički pravac koji se uvelike oslanja na klasičnu umjetnost stare Grčke i Rima. Kolijevkom neoklasicizma smatra se Rim u trećoj četvrtini 18. stoljeća, no razvio se tek u Francuskoj zahvaljujući racionalizmu francuskog duha, prosvijećenosti enciklopedista i novim društvenim odnosima koje je donijela Francuska građanska revolucija.
Početak 19. stoljeća doba je kada se javlja i naglo širi industrijska revolucija utemeljena na primjeni parnog stroja. Napoleon osvaja gotovo cijelu Europu u kojoj širi svoj Građanski zakonik, ali i neoklasicizam u obliku ampira. Odmah po padu Napoleona javlja se reakcija na klasicizam 18. st. koji je naglašavao ravnotežu i red, romantizam. Romantičarski umjetnici su postavljali pitanje čovjekova položaja u svemiru, naglašavali su vrijednost emocija i mašte, te su slavili divlju snagu prirode na dramatičnim pejzažima.
Polovicom 19. st., pod utjecajem europskih građanskih revolucija i napretka znanosti, industrije i tehnologije, nastale su prve fotografije koje utječu na realizam. Glavni predstavnik tog pravca su Gustave Courbet, Daumier i Jean-François Millet. U industrijskom graditeljstvu prevladava gradnja čeličnim konstrukcijama (arhitektura industrijske revolucije), a u arhitekturi oponašanje stilova prošlih razodblja - historicizam. Pored Courbeta, još je jedan slikar šokirao javnost 1863. godine - Edouard Manet svojom slikom Doručak na travi. Njegovo slikarstvo tretmanom svjetla i boje predstavlja preteču impresionizma kojemu u kasnim radovima i sam pripada.
Impresionizam je škola slikanja koja se razvila u Francuskoj krajem 19. stoljeća. Umjetnici kao što su Camille Pissarro (1830. – 1903.) i Claude Monet (1840. – 1926.) i Auguste Renoir (1841. – 1919.) slikali su svoje impresije kratkog vremenskog odsječka, a osobito promjene što ih izaziva sunčevo svjetlo. U početku su ih kritizirali, jer su gledatelji očekivali slike s više detalja, no kasnije su postali vrlo utjecajni.
Sredinom 19. stoljeća umjetnici su počeli raskidati s tradicijom koju su utemeljile prijašnje generacije. Dok su im prije njihovi zaštitnici, koji su ih plaćali, govorili što će slikati, oni su sad počeli stvarati ono što su željeli, a potom pokušavali svoje radove prodavati.
Postimpresionizam je stilski pravac u umjetnosti s kraja 19. st., kojeg oblikuju umjetnici koji su se razvili iz impresionizma, ali koji su otišli dalje u svojim stremljenjima. Nova generacija umjetnika (Vincent van Gogh, Paul Gauguin, Paul Cézanne, Henri de Toulouse-Lautrec) slijedila je različite, originalne i individualne putove, kao npr. pointilizam Seurata.
Korijeni simbolizma su u romantičarskom trendu 19. st. To je međunarodi pokret koji se proširio Europom, a umjetnici tog stila željeli su oživjeti sadržaje proistekle iz pjesništva, mitologije i psiholoških istraživaja. Vodeću ulogu odigrali su francuski umjetnici u polemici o estetici.
Art Nouveau (fr. za „nova umjetnost”) pravac je u umjetnosti i dizajnu koji želi „uljepšati industrijsku proizvodnju, spojiti umjetnost i obrt, ukrasiti bezlične fasade zgrada, itd.” U Njemačkoj se ova stremljenja nazivaju Jugendstil, u SAD-u Art Deco, a kod nas je poznatija pod austrijskim nazivom, secesija. Nastala su 1880-ih, a doživjela vrhunac početkom 20. stoljeća.

### Moderna umjetnost 20. stoljeća
Početkom 20. stoljeća umjetnici su počeli istraživati mogućnosti i granice novih načina oblikovanja, pa se vrtoglavom brzinom smjenjuju brojni umjetnički pravci i pokreti, te usporedo traje desetak različitih, pa i međusobno suprotstavljenih stilova. Oni su od javnosti tražili da se suprotstavi stvarima koje bi željela odbaciti, te nakon gotovo četiri stoljeća razvoja klasične umjetnosti, ona je razorena. Sada se velika se pozornost posvećuje sociološkim, sociološko-filozofskim, kulturno-filozofskim i kulturno-psihološkim pitanjima.
Veliki dio moderne umjetnosti stvoren je za izlaganje u muzeju ili galeriji, a ne za kuće, palače ili crkve kao što je to bilo u prošlosti. Često joj je namjera zbuniti, podrugivati se i provocirati svoju politiku a ne jasno pokazati svoje značenje. Tako je Francuski trgovac umjetninama Ambrosie Vollard (1865. – 1939.) pokrenuo je kupnju, prodaju i izlaganja moderne umjetnosti. On je umjetnicima s početka 20. stoljeća davao iznimnu financijsku i stvaralačku slobodu da slikaju onako kako žele. Umjetnici kao što su Pablo Picasso (osnivač kubizma) i Henri Matisse (osnivač fovizma) postigli su uspjeh u Vollardovoj galeriji u Parizu početkom 20. stoljeća.
Ekspresionizam je pojam koji je koristila skupina njemačkih umjetnika okupljenih oko dva časopisa, Die Brucke i Der Blaue Reiter, kako bi opisala svoja estetska načela u umjetnosti. Taj se izraz moze koristiti za svaki umjetnički rad u kojem je objektivna stvarnost pomaknuta da bi opisala unutrašnje stanje umjetnika.
Apstraktna umjetnost ne prikazuje predmete iz svakodnevnog života, nego ideju ili emociju sugerira sama boja i oblik. Tako, prema prvom teoretičaru ove umjetnosti - Kandinskom, apstraktna umjetnost postaje poput glazbe, ni jedna ni druga ne prikazuju ništa što bi se moglo iskazati riječima, no obje mogu biti izražajne i pokretačke. Konstruktivizam je kiparski avangardni pokret nastao 1913. godine u Rusiji na poticaj Maljeviča koji je svojim apstraktnim slikarstvom suprematizma utjecao na El Lissitzkog i Tatljina. Apstraktna umjetnost se poslije Drugog svjetskog rata razvija u različitim oblicima kao što su: apstraktni ekspresionizam, op art, tašizam, informel, minimalizam i dr.
Dadaizam je umjetnički pokret koji akcentira besmislenost civilizacije koja uništava vlastite vrijednosti. Naglašavali su apsurdnost izlažući banalne predmete kao umjetnička djela. U isto vrijeme, poslije Prvog svjetskog rata, javljaju se još dvije preteče nadrealizma, metafizičko slikarstvo i Marc Chagall. Nadrealizam je fantastična umjetnost 1920-ih koja se bavila istraživanjem načina na koji radi mozak. Nove ideje ukazivale su na to da čovjek svjesno koristi samo vrlo mali dio svog mozga i da nije svjestan podsvjesne aktivnosti nad koje nema racionalne kontrole. Bizarne i snovite slike nadrealista, kao što je npr. španjolski slikar Salvador Dali (1904. – 1989.), inspirirane su upravo tim idejama.
Moda i umjetnost su jako utjecale na produkte u dizajnu i nijedan umjetnički pravac nije imao takav snažan dojam na komercijalni dizajn kao pop art. Pop umjetnici kao Andy Warhol, Jasper Johns, Roy Lichtenstein i Robert Indiana su okrenuli svijet umjetnosti naopako slikajući svakodnevnicu i reciklirajući to kao ironiju, irelevantnu umjetnost.
Konceptualna umjetnost je smjer u modernoj umjetnosti od ranih 1960-ih do sredine 1970-ih, nastao kao težnja umjetnika da dematerijalizira predmet umjetničkog djelovanja, da korištenjem netradicionalnih umjetničkih postupaka i materijala (polaroid, film, video, tijelo umjetnika - body art, performans, urbane akcije i intervencije) objasni idejni sadržaj koji prethodi djelu ili je u njemu sadržan. Radikalno proširila područje umjetničkog stvaralaštva, zadržala stalan kritički stav prema tradicionalnim umjetničkim i kulturnim vrijednostima.

## Poveznice
- Povijest umjetnosti
- Povijest Europe

## Vanjske poveznice
| portal: likovna umjetnost | portal: likovna umjetnost |

- Timeline of Art.  Arhivirana inačica izvorne stranice od 21. kolovoza 2007. (Wayback Machine)
- Web Gallery of Art.
- Postmodernizam.  Arhivirana inačica izvorne stranice od 7. rujna 2007. (Wayback Machine)
- Udruga Europskih umjetnika.  Arhivirana inačica izvorne stranice od 6. listopada 2014. (Wayback Machine)
- "Panopticon" Virtualna galerija umjetnosti.  Arhivirana inačica izvorne stranice od 7. lipnja 2007. (Wayback Machine)